# چه کسی از ویرجینیا وولف می‌ترسد؟ (آلبوم)
| بررسی انتقادی | بررسی انتقادی |
| منبع          | رتبه‌بندی      |
| ------------- | ------------- |
| آل‌میوزیک      | [ ۱ ]         |

چه کسی از ویرجینیا وولف می‌ترسد؟ (انگلیسی: Who's Afraid of Virginia Woolf?) یک آلبوم استودویی از جیمی اسمیت (نوازندهٔ برجسته ارگ) است که در سال ۱۹۶۴ منتشر شد. در این آلبوم یک گروه بزرگ موسیقی جیمی اسمیت را همراهی کرده‌اند و تنظیم‌کنندهٔ آثار هم الیور نلسون و کلاوس اوگرمن بودند. این آلبوم ۳۱ هفته در جدول بیلبورد ۲۰۰ باقی ماند به رتبه ۱۶ دست یافت. آهنگساز ترانه نخست آلبوم «سلاخی در خیابان دهم» ریچارد راجرز  و یکی از مهندسان صدای آلبوم هم رودی وان گلدر بود.

## عملکرد در جداول موسیقی

### آلبوم
| جدول موسیقی (۱۹۶۴) | بالاترین رتبه | هفته |
| ------------------ | ------------- | ---- |
| بیلبورد ۲۰۰        | ۱۶            | ۳۱   |

### تک‌آهنگ
| سال  | تک‌آهنگ                                      | جدول            | رتبه |
| ---- | ------------------------------------------- | --------------- | ---- |
| ۱۹۶۴ | «چه کسی از ویرجینیا وولف می‌ترسد؟»، قسمت اول | بیلبورد هات ۱۰۰ | ۷۲   |